# Seznam dílů pořadu Top Gear
Toto je seznam dílů pořadu Top Gear. Obsahuje veškeré epizody televizního motoristického pořadu Top Gear, vysílaného na stanici BBC od restartu série v roce 2002. Do 18. prosince 2022 bylo odvysíláno celkem 238 dílů ve 33 řadách.
Seznam obsahuje také 8 speciálů, které jsou součástí sérií, a to: US speciál (9. řada), Botswanský speciál (10. řada), Vietnamský speciál (12. řada), Bolivijský speciál (14. řada), Africký speciál (19. řada), Barmský speciál (21. řada), Nepál (28. řada) a Driving Home for Christmas Special (31. řada).
Bylo odvysíláno také dalších 6 speciálů Top Gearu, které ovšem nejsou součástí jednotlivých sérií: Olympijský speciál (samostatně před 8. řadou), Polární speciál (samostatně před 10. řadou), Východní pobřeží USA speciál (samostatně před 16. řadou), Speciál ze Středního východu (samostatně před 16. řadou), Indický speciál (samostatně před 18. řadou) a Patagonský speciál (samostatně před 22. řadou).
Mimo to byly odvyslílané speciály, které se nepočítají mezi hlavní epizody: Top Gear: Bondovský speciál (2012), Top Gear speciál: Festival v Sydney (2013), Top Gear speciál: James May a lidové autíčko (2014–2016) a Top Gear: A Tribute To Sabine Schmitz (2021).
Další díly byly vydány na DVD. Jedná se o: Top Gear: Richard Hammond (2009), Top Gear: Apokalypsa (2010), Top Gear: Ve filmu (2011), Top Gear: Nejhorší auto všech dob (2012), Top Gear speciál: Napříč Evropou (2013) a Top Gear speciál: Napříč Itálií (2014).
Kromě toho byly vysílány následující kompilace nejlepších momentů z vysíláných řad pod názvy: To nejlepší z Top Gearu: Top 41 (2013), Top Gear: To nejlepší z Británie (2014), Top Gear speciál: Když se nedaří (2014), Top Gear speciál: Od A do Z (2015), Top Gear: Na ledu (2018) a Top Gear: Letadla, vlaky a automobily (2019).

## Přehled řad
| Řada | Díly | Premiéra ve VB     | Premiéra ve VB    | Premiéra v ČR      | Premiéra v ČR      |
| Řada | Díly | První díl          | Poslední díl      | První díl          | Poslední díl       |
| ---- | ---- | ------------------ | ----------------- | ------------------ | ------------------ |
| 1    | 10   | 20. října 2002     | 29. prosince 2002 | 3. dubna 2009      | 2. května 2009     |
| 2    | 10   | 11. května 2003    | 20. července 2003 | 8. května 2009     | 6. června 2009     |
| 3    | 9    | 26. října 2003     | 28. prosince 2003 | 12. června 2009    | 10. července 2009  |
| 4    | 10   | 9. května 2004     | 1. srpna 2004     | 17. července 2009  | 15. srpna 2009     |
| 5    | 9    | 24. října 2004     | 26. prosince 2004 | 21. srpna 2009     | 3. října 2009      |
| 6    | 11   | 22. května 2005    | 7. srpna 2005     | 10. října 2009     | 19. prosince 2009  |
| 7    | 6    | 13. listopadu 2005 | 27. prosince 2005 | 26. prosince 2009  | 9. dubna 2010      |
| 8    | 8    | 7. května 2006     | 30. července 2006 | 7. května 2010     | 10. září 2010      |
| 9    | 6    | 28. ledna 2007     | 4. března 2007    | bude oznámeno      | 15. října 2010     |
| 10   | 10   | 7. října 2007      | 23. prosince 2007 | 4. září 2009       | 30. října 2009     |
| 11   | 6    | 22. června 2008    | 27. července 2008 | 13. listopadu 2009 | 18. prosince 2009  |
| 12   | 8    | 2. listopadu 2008  | 28. prosince 2008 | 8. ledna 2010      | 26. února 2010     |
| 13   | 7    | 21. června 2009    | 2. srpna 2009     | 22. října 2010     | 3. prosince 2010   |
| 14   | 7    | 15. listopadu 2009 | 3. ledna 2010     | 31. července 2011  | 15. srpna 2011     |
| 15   | 6    | 27. června 2010    | 1. srpna 2010     | 2. září 2011       | 7. října 2011      |
| 16   | 6    | 23. ledna 2011     | 27. února 2011    | 20. ledna 2012     | 24. února 2012     |
| 17   | 6    | 26. června 2011    | 31. července 2011 | 23. března 2012    | 27. dubna 2012     |
| 18   | 7    | 29. ledna 2012     | 11. března 2012   | 5. října 2012      | 16. listopadu 2012 |
| 19   | 7    | 27. ledna 2013     | 10. března 2013   | 15. října 2013     | 24. prosince 2013  |
| 20   | 6    | 30. června 2013    | 4. srpna 2013     | 4. března 2014     | 20. května 2014    |
| 21   | 7    | 2. února 2014      | 16. března 2014   | 7. října 2014      | 16. prosince 2014  |
| 22   | 10   | 25. ledna 2015     | 29. března 2015   | 6. října 2015      | 24. listopadu 2015 |
| 23   | 6    | 22. května 2016    | 3. července 2016  | 30. srpna 2016     | 4. října 2016      |
| 24   | 7    | 5. března 2017     | 23. dubna 2017    | 12. září 2017      | 24. října 2017     |
| 25   | 6    | 25. února 2018     | 1. dubna 2018     | 4. září 2018       | 9. října 2018      |
| 26   | 5    | 17. února 2019     | 17. března 2019   | 18. května 2020    | 22. května 2020    |
| 27   | 5    | 16. června 2019    | 14. července 2019 | 16. února 2022     | 16. března 2022    |
| 28   | 7    | 29. prosince 2019  | 1. března 2020    | 14. července 2025  | 19. srpna 2025     |
| 29   | 5    | 4. října 2020      | 1. listopadu 2020 | 20. srpna 2025     | bude oznámeno      |
| 30   | 4    | 14. března 2021    | 4. dubna 2021     | bude oznámeno      | bude oznámeno      |
| 31   | 6    | 14. listopadu 2021 | 24. prosince 2021 | bude oznámeno      | bude oznámeno      |
| 32   | 5    | 5. června 2022     | 3. července 2022  | bude oznámeno      | bude oznámeno      |
| 33   | 5    | 30. října 2022     | 18. prosince 2022 | bude oznámeno      | bude oznámeno      |

## Díly

### První řada (2002)
| Č. v seriálu | Č. v řadě | Recenzovaná auta                                                                                                 | Výzva                                                        | Host                         | Premiéra ve VB     | Premiéra v ČR  |
| ------------ | --------- | --- | ------------------------------------------------------------ | ---------------------------- | ------------------ | -------------- |
| 1            | 1         | Citroën Berlingo • Pagani Zonda • Lamborghini Murciélago • Mazda 6                                               | Jak rychle musíte jet, aby vás rychlostní radar nevyfotil?   | Harry Enfield                | 20. října 2002     | 3. dubna 2009  |
| 2            | 2         | Ford Focus RS • Honda Civic Type R • Noble M12 GTO                                                               | Kolik motorek dokáže přeskočit dvoupatrový autobus?          | Jay Kay                      | 27. října 2002     | 4. dubna 2009  |
| 3            | 3         | Mini Cooper • Toyota Yaris Verso                                                                                 | Babičky dělají „hodiny“                                      | Ross Kemp                    | 3. listopadu 2002  | 10. dubna 2009 |
| 4            | 4         | Aston Martin V12 Vanquish • Ferrari 575M Maranello • Nissan Skyline GT-R                                         | Technologie z F1 v rodinných vozech                          | Steve Coogan • Richard Burns | 10. listopadu 2002 | 11. dubna 2009 |
| 5            | 5         | Mercedes S-Class • Audi A8 • Maybach 62 • Bentley Arnage • Peugeot 206                                           | Proměna běžného vozu na auto z bondovek                      | Jonathan Ross                | 17. listopadu 2002 | 17. dubna 2009 |
| 6            | 6         | Renault Vel Satis • BMW Z4 • Mercedes-Benz SL55 AMG • Honda NSX Type R                                           | Babičky parkující přes ručku                                 | Tara Palmer-Tomkinson        | 24. listopadu 2002 | 18. dubna 2009 |
| 7            | 7         | Saab 9-3 2.Ot • Lotus Elise 111S                                                                                 | Nejrychlejší náboženství ve Velké Británii – část 1/2        | Rick Parfitt                 | 1. prosince 2002   | 24. dubna 2009 |
| 8            | 8         | Audi RS6 • Mercedes-Benz E55 AMG • Maserati Coupé • Ford Fiesta • Citroën C3 • Honda Jazz • Nissan Micra • MG ZR | Lada Riva upravena Lotusem • Nejrychlejší muž v bílé dodávce | Michael Gambon               | 8. prosince 2002   | 25. dubna 2009 |
| 9            | 9         | Volvo XC90 • Subaru Forester • VW Golf R32                                                                       | Odlehčení Jaguaru XJS • Radical SR vs. akrobatické letadlo   | Gordon Ramsay                | 22. prosince 2002  | 1. května 2009 |
| 10           | 10        | Toyota Land Cruiser • Lotus Esprit • Nissan Primera • TVR T350C                                                  | Nejrychlejší náboženství ve Velké Británii – část 2/2        | –                            | 29. prosince 2002  | 2. května 2009 |

### Druhá řada (2003)
| Č. v seriálu | Č. v řadě | Recenzovaná auta                                                                   | Výzva                                                                               | Host             | Premiéra ve VB    | Premiéra v ČR   |
| ------------ | --------- | ---------------------------------------------------------------------------------- | ----------------------------------------------------------------------------------- | ---------------- | ----------------- | --------------- |
| 11           | 1         | Smart Roadster • Bowler Wildcat • Bentley T2                                       | Nissan Sunny zničen motorem ze stíhačky v drag raceru                               | Vinnie Jones     | 11. května 2003   | 8. května 2009  |
| 12           | 2         | Rolls-Royce Phantom • Rover P5 • BMW M3 • Audi S4                                  | Nejrychlejší politická strana ve Velké Británii                                     | Jamie Oliver     | 18. května 2003   | 9. května 2009  |
| 13           | 3         | Volkswagen Touareg • Lexus SC430 • Hyundai Coupé • BMW Z8 • Perodua Kelisa         | Která země dělá nejrychlejší superauta?                                             | David Soul       | 25. května 2003   | 15. května 2009 |
| 14           | 4         | Jaguar R Coupe • Jaguar XKR-R • Aston Martin DB7 GT                                | Jak daleko dojedete, než se unavíte a začnete se nudit v Jaguaru XJR Mark 3         | Boris Johnson    | 1. června 2003    | 16. května 2009 |
| 15           | 5         | Porsche 911 Turbo • Ford StreetKa • Triumph TR6 • Renault Clio V6                  | Co trvá déle - výměna převodovky automechaniky z rallye, nebo než se ženy převlečou | Anne Robinson    | 8. června 2003    | 22. května 2009 |
| 16           | 6         | Subaru Impreza • Mitsubishi Evo VIII • Vauxhall VX220 Turbo • Peugeot 206 GTI RC   | Pokus o rychlostní rekord s taženým karavanem                                       | Richard Whiteley | 15. června 2003   | 23. května 2009 |
| 17           | 7         | Koenigsegg CC8S • Renault Megane • Hummer H1 • Hummer H2                           | Crash test auta s opravdovým řidičem                                                | Neil Morrisey    | 22. června 2003   | 29. května 2009 |
| 18           | 8         | Nissan 350Z • Alfa Romeo 147 GTA • Mercedes-Benz CLK500 • Audi A4 • Daihatsu Copen | Nejrychlejší vládce vesmíru                                                         | Jodie Kidd       | 6. července 2003  | 30. května 2009 |
| 19           | 9         | Vandenbrink Carver • Volvo S60 R • GM HyWire • Vauxhall Signum                     | –                                                                                   | Patrick Stewart  | 13. července 2003 | 5. června 2009  |
| 20           | 10        | TVR T350C • Overfinch Range Rover • Cadillac Sixteen • Volkswagen Phaeton          | Nejrychlejší vozíčkář ve Velké Británii • Dlouhodobá zkouška odolnosti Land Roveru  | Alan Davies      | 20. července 2003 | 6. června 2009  |

### Třetí řada (2003)
| Č. v seriálu | Č. v řadě | Recenzovaná auta                                                                                            | Výzva                                                                           | Host            | Premiéra ve VB     | Premiéra v ČR     |
| ------------ | --------- | --- | ------------------------------------------------------------------------------- | --------------- | ------------------ | ----------------- |
| 21           | 1         | Ford GT • BMW řady 5 • Porsche 911 GT3                                                                      | Je naftový Volkswagen Lupo úspornější než benzínový?                            | Martin Kemp     | 26. října 2003     | 12. června 2009   |
| 22           | 2         | BMW M3 CSL • BMW M1 • BMW M3 • BMW M5 • Porsche Boxster • BMW Z4 • Honda S2000                              | Pokus o přeskočení čtyř karavanů s Volvem 240                                   | Stephen Fry     | 2. listopadu 2003  | 13. června 2009   |
| 23           | 3         | Bentley Continental GT • Subaru Legacy Outback • Saab 9-5 Aero                                              | Saab 9-5 Aero vs. BAE Sea Harrier • Jak uniknout z potápějícího se auta         | Rob Brydon      | 9. listopadu 2003  | 19. června 2009   |
| 24           | 4         | Lamborghini Miura • Lamborghini Countach • Mini Cooper S • Lamborghini Gallardo                             | –                                                                               | Rich Hall       | 16. listopadu 2003 | 20. června 2009   |
| 25           | 5         | Mazda RX-8 • Fiat Panda • Volkswagen Corrado                                                                | Je Toyota Hilux opravdu nezničitelná? – část 1/2                                | Simon Cowell    | 23. listopadu 2003 | 26. června 2009   |
| 26           | 6         | Citroën C2 • Aston Martin Vantage V8 (1977) • Holden Monaro                                                 | Je Toyota Hilux opravdu nezničitelná? – část 2/2                                | Sanjeev Bhaskar | 7. prosince 2003   | 27. června 2009   |
| 27           | 7         | MG Xpower SV • Porsche Cayenne Turbo • Mercedes-Benz SLR McLaren                                            | Který profesor dokáže udělat nejlepší burn-out • Jaké je nejlepší britské auto? | Rory Bremner    | 14. prosince 2003  | 3. července 2009  |
| 28           | 8         | Mercedes SL280 • Nissan Micra • Aston Martin Lagonda • Audi TT                                              | Souboj jednotlivých generací aut                                                | Johnny Vegas    | 21. prosince 2003  | 4. července 2009  |
| 29           | 9         | Chrysler Crossfire • Smart Roadster Brabus V6 Bi-Turbo • Jaguar XJ6 • Honda Civic Type-R • Honda NSX Type-R | Ceny Top Gearu za rok 2003                                                      | Carol Vorderman | 28. prosince 2003  | 10. července 2009 |

### Čtvrtá řada (2004)
| Č. v seriálu | Č. v řadě | Recenzovaná auta                                                                                         | Výzva | Host                              | Premiéra ve VB    | Premiéra v ČR     |
| ------------ | --------- | --- | --- | --------------------------------- | ----------------- | ----------------- |
| 30           | 1         | Lotus Exige • Rover CityRover • Aston Martin DB9                                                         | Závod: Z Londýna do Monte Carla - Aston Martin DB9 vs. vlak TGV a Eurostar • Dokáže bojová helikoptéra Apache zaměřit Lotus Exige?                                                                       | Fay Ripley                        | 9. května 2004    | 17. července 2009 |
| 31           | 2         | Mercedes-Benz SLR McLaren • Alfa Romeo 166 • Cadillac Escalade • Ford FAB-1                              | Jeptiška v monster trucku • Richard Hammond podstupuje hypnózu | Paul McKenna                      | 16. května 2004   | 18. července 2009 |
| 32           | 3         | Porsche 911 GT3 RS • Ferrari 360 Challenge Stradale • Dodge Charger 440 R/T (1968)                       | Kup auto za 100 liber a jeď s ním do Manchesteru a zpět. | Jordan = Katie Price              | 23. května 2004   | 24. července 2009 |
| 33           | 4         | Porsche Carrera GT • Audi A8 V8 TDI • Ford SportKa                                                       | James May a Richard Hammond hrají šipky s auty • Dojede Audi A8 TDI V8 na jednu nádrž z Londýna do Edinburghu a zpět? • Závod Fordu SportKa proti závodním holubům • Nový výsledek bitvy mezi Evem a STi | Ronnie O'Sullivan                 | 30. května 2004   | 25. července 2009 |
| 34           | 5         | MG ZT 260 • BMW 645Ci • Jaguar XK-R • Porsche 911 Carrera 2 • Vauxhall Astra • Mazda 3 • Volkswagen Golf | Rozstřel - sportovní kupé na Pendine Sands • Volkswagen Golf pod palbou elektrických výbojů (s Hammondem na palubě)                                                                                      | Johnny Vaughan • Denise Van Outen | 6. června 2004    | 31. července 2009 |
| 35           | 6         | Renault Clio RenaultSport • Jaguar XJS • Cadillac CTS • Nissan Cube                                      | Richard Hammond zjišťuje jestli auto dokáže jezdit na fekálie | Sir Terry Wogan                   | 13. června 2004   | 1. srpna 2009     |
| 36           | 7         | Spyker C8 Spyder • Renault Scenic • Mercedes-Benz CL65 AMG • Ford C-Max                                  | Richard Hammond a James May jednu noc taxikaří s mini MPV | Lionel Richie                     | 11. července 2004 | 7. srpna 2009     |
| 37           | 8         | Ford GT • Toyota Prius • Maserati Quattroporte                                                           | Závod mezi naftovým a benzínovým Hot Hatchem (Škoda Fabia RS vs. Mini Cooper) • Odfouknutí aut motorem z Boeingu 747                                                                                     | Martin Clunes                     | 18. července 2004 | 8. srpna 2009     |
| 38           | 9         | Fiat Barchetta • Mercedes-Benz SL600 • Mazda MX-5 • Toyota MR2 • Jaguar X-Type Kombi                     | Richard Hammond a James May hledají nejlepší kabriolet do města • Jde přistát s padákem do jedoucího auta?                                                                                               | Ranulph Fiennes                   | 25. července 2004 | 14. srpna 2009    |
| 39           | 10        | Peugeot 407 • Volvo V50 • BMW X3 • Chevrolet Corvette C6                                                 | Richard Hammond řídí Peugeot 407 při závodu jako Safety Car • Auto Olympiáda - Skok do dálky | Patrick Kilety                    | 1. srpna 2004     | 15. srpna 2009    |

### Pátá řada (2004)
| Č. v seriálu | Č. v řadě | Recenzovaná auta | Výzva | Host                                  | Premiéra ve VB     | Premiéra v ČR  |
| ------------ | --------- | --- | --- | ------------------------------------- | ------------------ | -------------- |
| 40           | 1         | Porsche 911 Carrera S • Holden/Vauxhall Monaro VX-R • Chrysler 300C • Jaguar S-Type R                                    | Dokáže zmrzlinářské auto přeskočit skákací hrad? | Bill Bailey • Antony Worrall Thompson | 24. října 2004     | 21. srpna 2009 |
| 41           | 2         | Ford Focus • Vauxhall Astra • Jaguar XJ220 • Pagani Zonda • Ferrari Enzo • Ferrari F40 • McLaren F1 • Porsche Carrera GT | Skateboardista vs. rallye auto | Geri Halliwell                        | 31. října 2004     | 22. srpna 2009 |
| 42           | 3         | Dodge Viper SRT-10 | Jeremy Clarkson se pokouší vyjet s Land Roverem na nejvyšší horu Skotska. | Joanna Lumley                         | 7. listopadu 2004  | 28. srpna 2009 |
| 43           | 4         | Pagani Zonda S Roadster • Aston Martin Vanquish S • Ferrari 575M                                                         | 24 hodin ve Smartu ForFour • Hra na kaštany s karavany | Jimmy Carr • Steve Coogan             | 14. listopadu 2004 | 29. srpna 2009 |
| 44           | 5         | Morgan Aero 8 GTN • Mercedes-Benz 300SL                                                                                  | Šampionát historických MPV • Jeremy Clarkson se snaží zajet kolo na severní smyčce Nürburgringu s dieselovým autem pod 10 minut                                                                                            | Christian Slater                      | 14. listopadu 2004 | 5. září 2009   |
| 45           | 6         | Volkswagen Golf V GTI | Jaké nejlepší Porsche koupíte za 1500 liber? • Slepý muž jede kolo na čas | Cliff Richard • Billy Baxter          | 5. prosince 2004   | 12. září 2009  |
| 46           | 7         | Toyota Prius • Ford Mustang • Mitsubishi Lancer Evo VIII MR FQ400                                                        | Který roadster je lepší (Porsche Boxster S vs. Mercedes-Benz SLK 350) • Ceny Top Gearu za rok 2004 | Roger Daltrey                         | 12. prosince 2004  | 19. září 2009  |
| 47           | 8         | – | Závod: Ferrari 612 Scaglietti vs. dopravní letadlo na cestě do Verbier • Nová sportovní auta ze salonu vs. stará závodní auta • Evo vs. bobová dráha • Stigův pokus zajet kolo na čas pod 1 minutu s monopostem F1 Renault | Eddie Izzard                          | 19. prosince 2004  | 26. září 2009  |
| 48           | 9         | Ariel Atom • BMW řady 1 • Mercedes-Benz G55 AMG                                                                          | Najít „skvost“ mezi auty z tichomoří | Trinny Woodall • Susannah Constantine | 26. prosince 2004  | 3. října 2009  |

### Šestá řada (2005)
| Č. v seriálu | Č. v řadě | Recenzovaná auta                                                                 | Výzva | Host                        | Premiéra ve VB    | Premiéra v ČR      |
| ------------ | --------- | -------------------------------------------------------------------------------- | --- | --------------------------- | ----------------- | ------------------ |
| 49           | 1         | Mercedes-Benz CLS 55 AMG • Honda Element                                         | Fotbal s Toyotou Aygo • Range Rover Sport vs. tank Challenger 2                                                                                   | James Nesbitt               | 22. května 2005   | 10. října 2009     |
| 50           | 2         | Maserati MC12                                                                    | Dvoudveřové kupé za 1500 liber, vyjma Porsche. | Jack Dee                    | 29. května 2005   | 17. října 2009     |
| 51           | 3         | Aston Martin DB9 Volante • Maserati Bora • Wiesmann MF 3 • TVR Tuscan            | Jeremy Clarkson slavnostně otevírá plavecký bazén Rolls-Roycem                                                                                    | Christopher Eccleston       | 12. června 2005   | 24. října 2009     |
| 52           | 4         | Cadillac CTS-V • Renault Modus • Honda Jazz • Peugeot 1007 • BMW 320d            | Top Gear představuje auta jako stvořená pro mámy • Dokáže limuzína přeskočit svatební hostinu?                                                    | Omid Djalili                | 19. června 2005   | 31. října 2009     |
| 53           | 5         | Aston Martin DB5 • Jaguar E-Type • Nissan Murano • Maserati Coupé                | Jeremy Clarkson v Porsche Boxster S a Mercedesu-Benz SLK 55 AMG se snaží projet palbou ostřelovačů                                                | Damon Hill                  | 26. června 2005   | 7. listopadu 2009  |
| 54           | 6         | Aston Martin DBR9 • Mercedes-Benz SLR McLaren                                    | Závod: Mercedes-Benz SLR McLaren vs. loď z Londýna do Osla.                                                                                       | David Dimbleby              | 3. července 2005  | 14. listopadu 2009 |
| 55           | 7         | TVR Sagaris                                                                      | Fiat Panda proti maratonskému běžci • Sabine Schmitzová se pokouší zajet kolo na severní smyčce Nürburgringu pod 10 minut s dodávkou Ford Transit | Justin Hawkins              | 10. července 2005 | 21. listopadu 2009 |
| 56           | 8         | Ferrari F430 • Audi TT • Nissan 350Z • Chrysler Crossfire                        | Kabriolety na Islandu | Tim Rice                    | 17. července 2005 | 28. listopadu 2009 |
| 57           | 9         | BMW M5 • Vauxhall Astra VX-R • Renault Megane Sport • Volkswagen Golf GTI        | Richard Hammond a James May vozí večer opilce domů jejich auty                                                                                    | Chris Evans                 | 24. července 2005 | 5. prosince 2009   |
| 58           | 10        | BMW 535d • Bentley Continental Flying Spur                                       | Jízda přes jezero na Islandu, jaká je nejzábavnější off-road hračka?                                                                              | Davina McCall • Mark Webber | 31. července 2005 | 12. prosince 2009  |
| 59           | 11        | Ford F150 SVT Lightning • Vauxhall Monaro VX-R • Lamborghini Murciélago Roadster | Pokus o předělání úvodní znělky Top Gearu za použití zvuků motorů.                                                                                | Timothy Spall               | 7. srpna 2005     | 19. prosince 2009  |

### Sedmá řada (2005)
| Č. v seriálu | Č. v řadě | Recenzovaná auta                                                      | Výzva | Host                        | Premiéra ve VB     | Premiéra v ČR     |
| ------------ | --------- | --------------------------------------------------------------------- | --- | --------------------------- | ------------------ | ----------------- |
| 60           | 1         | Ascari KZ1 • Aston Martin Vantage V8 • BMW M6 • Porsche Carrera 911 S | Rozstřel: sportovní kupé na ostrově Man • Výsledky průzkumu Top Gearu za rok 2005                                                                                   | Trevor Eve                  | 13. listopadu 2005 | 26. prosince 2009 |
| 61           | 2         | Porsche Cayman S • Audi RS4 • Vanwall GPR V12                         | Richard Hammond a James May se pokouší o RC auto v životní velikosti • Historie Britské závodní zelené barvy • Audi RS4 vs. horolezec - kdo je rychlejší ?          | Ian Wright                  | 20. listopadu 2005 | 12. března 2010   |
| 62           | 3         | Ford Focus ST • Ferrari F430 • Pagani Zonda S • Ford GT               | Výlet se superauty k viaduktu Millau ve Francii | Stephen Ladyman             | 27. listopadu 2005 | 19. března 2010   |
| 63           | 4         | Pagani Zonda F • Renault Clio                                         | Italská superauta s motorem uprostřed za méně než 10 000 liber • Závod: Renault Clio vs. cyklista - sjezdař Gee Atherton v Lisabonu                                 | Dame Ellen MacArthur        | 4. prosince 2005   | 26. března 2010   |
| 64           | 5         | Marcos TSO • Bugatti Veyron • Porsche 911                             | Závod: Bugatti Veyron vs. Cessna 182 z Alby, Itálie do Londýna • Vyřešena debata jestli Porsche s náhonem na zadek nebo na všechna čtyři kola                       | Nigel Mansell               | 11. prosince 2005  | 2. dubna 2010     |
| 65           | 6         | Volkswagen Golf R32 • BMW 130i • Mazda MX-5                           | Chování starých vs. nových aut • Jízda na čas ve video hře vs. skutečnosti - co zajede Jeremy Clarkson rychleji? • Mazda MX-5 vs. chrt • Ceny Top Gearu za rok 2005 | David Walliams • Jimmy Carr | 27. prosince 2005  | 9. dubna 2010     |

### Olympijský speciál (2006)
| Č. v seriálu | Č. v řadě | Recenzovaná auta | Výzva | Host | Premiéra ve VB | Premiéra v ČR  |
| ------------ | --------- | ---------------- | ----- | ---- | -------------- | -------------- |
| 66           | x         |                  |       | –    | 12. února 2006 | 5. března 2010 |

### Osmá řada (2006)
| Č. v seriálu | Č. v řadě | Recenzovaná auta | Výzva | Host | Premiéra ve VB    | Premiéra v ČR   |
| ------------ | --------- | --- | --- | --- | ----------------- | --------------- |
| 67           | 1         | Koenigsegg CCX • Honda Civic • Nissan Micra C+C                                                                                  | Stavba kabrioletu z Renaultu Espace | Jimmy Carr • Les Ferdinand • Well Spoken Man • Justin Hawkins • Trevor Eve • Rick Wakeman • Alan Davies | 7. května 2006    | 7. května 2010  |
| 68           | 2         | Chevrolet Corvette Z06 • Jaguar XK vs. Mercedes-Benz SL 350 vs. BMW 650i                                                         | Závod Tomcatu 4WD proti motorem poháněnému kajaku na Islandu • Vysílání dopravního zpravodajství, co na tom může být těžkého? • Stig jede kolo na čas v Suzuki Liana                   | Gordon Ramsay • The Stig                                                                                | 14. května 2006   | 14. května 2010 |
| 69           | 3         | Lotus Exige S | Obojživelná auta | Philip Glenister                                                                                        | 21. května 2006   | 21. května 2010 |
| 70           | 4         | BMW Z4 M vs. Porsche Boxster • Koenigsegg CCX s Top Gear křídlem • Mercedes-Benz S500 • Porsche Cayenne Turbo S                  | Návrh „domu Anny Hathawayové“ v Mercedesu třídy S • Porsche Cayenne vs. parašutista | Ewan McGregor                                                                                           | 28. května 2006   | 28. května 2010 |
| 71           | 5         | Prodrive P2 • Citroen C6 | Fotbal s auty č.2 • James May závodí proti Jackiemu Stewartovi na čas | Michael Gambon                                                                                          | 4. června 2006    | 4. června 2010  |
| 72           | 6         | Ford Mondeo ST220 vs. Mazda 6 MPS vs. Vauxhall Vectra VX-R                                                                       | Top Gear na dovolené s karavany • Rychlostní rekord v budově s monopostem Formule 1 | Brian Cox                                                                                               | 16. července 2006 | 27. srpna 2010  |
| 73           | 7         | Lamborghini Gallardo Spyder • Peugeot 207 1,6 l Diesel • Ford S-Max 2.5l 200 Hp • Mercedes-Benz B200 Turbo • Vauxhall Zafira VXR | Závod Caterhamu Seven Kit Car - přijede dříve Stig s hotovým vozem z továrny, nebo ho dříve ve studiu postaví moderátoři ze stavebnice? • Peugeot 207 vs. mistři parkouru v Liverpoolu | Steve Coogan                                                                                            | 23. července 2006 | 3. září 2010    |
| 74           | 8         | Noble M15 • Ford Transit vs. Renault Master vs. Volkswagen T30 TDI 174 Sportline                                                 | Chlapská dodávka za 1000 liber • Stěhováci pro The Who na turné | Jenson Button • Ray Winstone                                                                            | 30. července 2006 | 10. září 2010   |

### Devátá řada (2007)
| Č. v seriálu | Č. v řadě | Recenzovaná auta                              | Výzva | Host                 | Premiéra ve VB | Premiéra v ČR  |
| ------------ | --------- | --------------------------------------------- | --- | -------------------- | -------------- | -------------- |
| 75           | 1         | Jaguar XKR vs. Aston Martin Vantage V8        | Oprava silnice za 24 hodin • Diskuse ohledně nehody Richarda Hammonda v dragsteru                            | Jamie Oliver         | 28. ledna 2007 | bude oznámeno  |
| 76           | 2         | Audi TT vs. Mazda RX-8 vs. Alfa Romeo Brera   | Zvládne Bugatti Veyron svoji maximálku 407 km/h ? • Rozstřel: Mohou být nejhezčí kupé nazývána jako „umění“? | Hugh Grant           | 4. února 2007  | 17. září 2010  |
| 77           | 3         | –                                             | US speciál (z Miami do New Orleans s autem za 1000 dolarů)                                                   | –                    | 11. února 2007 | 24. září 2010  |
| 78           | 4         | Brabus S Biturbo Roadster • Porsche 997 Turbo | Reliant Robin Space Shuttle – stavba raketoplánu z Reliantu Robin                                            | Simon Pegg           | 18. února 2007 | 1. října 2010  |
| 79           | 5         | Lamborghini Murciélago LP 640                 | Varovné video Jeremyho Clarksona z železničního přejezdu • Redaktoři sejí svoje vlastní biopalivo            | Kristin Scott Thomas | 25. února 2007 | 8. října 2010  |
| 80           | 6         | Shelby Mustang GT 500                         | Moderátoři staví svoji vlastní limuzínu                                                                      | Billie Piper         | 4. března 2007 | 15. října 2010 |

### Polární speciál (2007)
| Č. v seriálu | Č. v řadě | Recenzovaná auta | Výzva | Host | Premiéra ve VB    | Premiéra v ČR     |
| ------------ | --------- | ---------------- | ----- | ---- | ----------------- | ----------------- |
| 81           | x         |                  |       | –    | 25. července 2007 | 25. prosince 2009 |

### Desátá řada (2007)
| Č. v seriálu | Č. v řadě | Recenzovaná auta                                                                                                   | Výzva | Host                         | Premiéra ve VB     | Premiéra v ČR     |
| ------------ | --------- | --- | --- | ---------------------------- | ------------------ | ----------------- |
| 82           | 1         | Volkswagen Golf GTI W12 • Porsche 911 GT3 RS vs. Lamborghini Gallardo Superleggera vs. Aston Martin V8 Vantage N24 | Top Gear jede objevit ty nejlepší silnice na světě | Dame Helen Mirren            | 7. října 2007      | 4. září 2009      |
| 83           | 2         | Audi R8 vs. Porsche 911 Carrera S                                                                                  | Obojživelná auta č. 2 – plavba přes Lamanšský průliv | Jools Holland                | 14. října 2007     | 11. září 2009     |
| 84           | 3         | Ferrari 599 GTB Fiorano • Ferrari 275 GTS • Rolls-Royce Phantom Drophead Coupe • Peel P50 • Lexus LS600            | Závod Bugatti Veyron proti stíhačce Eurofighter Typhoon • Richard Hammond testuje parkovací systém v Lexusu LS600 přímo ve studiu • Jeremy Clarkson řídí Peel P50 (nejmenší vyraběné auto na světě) v kancelářích BBC | Ronnie Wood                  | 28. října 2007     | 18. září 2009     |
| 85           | 4         | – | Botswanský speciál | –                            | 4. listopadu 2007  | 6. listopadu 2009 |
| 86           | 5         | Caparo T1 • Aston Martin Vantage Roadster V8 • Mercedes-Benz GL 500                                                | Závod v Londýně – auto vs. cyklista vs. loď vs. chodec v MHD | Simon Cowell                 | 11. listopadu 2007 | 25. září 2009     |
| 87           | 6         | Honda Civic Type-R • Alfa Romeo 159 vs. Mercedes-Benz E63 AMG Kombi vs. BMW M5 Touring                             | Nový druh motoristických závodů – okruhový závod obytných vozů • James May závodí v Alfě Romeo 159 proti muži v holínkách                                                                                             | Lawrence Dallaglio           | 18. listopadu 2007 | 2. října 2009     |
| 88           | 7         | Aston Martin DBS                                                                                                   | Auto od British Leyland do 1200 liber | Jennifer Saunders            | 25. listopadu 2007 | 9. října 2009     |
| 89           | 8         | Vauxhall VXR8 | Richard Hammond řídí monopost F1 Renault R25 • Které auto mělo jako první rozmístěné ovládací prvky jako dnešní vozy • Satelitem řízené BMW 330 na zkušební trati                                                     | James Blunt • Lewis Hamilton | 2. prosince 2007   | 16. října 2009    |
| 90           | 9         | Ascari A10 • Fiat 500                                                                                              | Top Gear se účastní vytrvalostního 24h závodu Britcar • Fiat 500 proti jezdci na BMX přes Budapešť | Keith Allen                  | 9. prosince 2007   | 23. října 2009    |
| 91           | 10        | BMW M3 vs. Mercedes-Benz C63 AMG vs. Audi RS4 • Jaguar XF                                                          | Rozstřel mezi německými supersedany • Ceny Top Gearu za rok 2007 | David Tennant                | 23. prosince 2007  | 30. října 2009    |

### Jedenáctá řada (2008)
| Č. v seriálu | Č. v řadě | Recenzovaná auta                                                                                   | Výzva | Host                             | Premiéra ve VB    | Premiéra v ČR      |
| ------------ | --------- | -------------------------------------------------------------------------------------------------- | --- | -------------------------------- | ----------------- | ------------------ |
| 92           | 1         | Ferrari F430 Scuderia                                                                              | Policejní auto za 1000 liber • Ekonomická jízda na Clarksonův způsob • Top Gear kaskadér – světový rekord ve skoku pozpátku Austinem Allegro | Alan Carr • Justin Lee Collins   | 22. června 2008   | 20. listopadu 2009 |
| 93           | 2         | Mitsubishi Lancer Evo X • Subaru Impreza WRX STi • Audi RS6 • Mercedes-Benz CLK63 AMG Black Series | Závod : Audi RS6 vs. lyžař • Projížďka v Mercedes AMG CLK Black                                                                              | Rupert Penry-Jones • Peter Firth | 29. června 2008   | 27. listopadu 2009 |
| 94           | 3         | Bentley Brooklands                                                                                 | Alfy Romeo pod 1000 liber | James Corden • Rob Brydon        | 6. července 2008  | 4. prosince 2009   |
| 95           | 4         | Alfa Romeo 8C Competizione • Nissan GT-R                                                           | Závod: Nissan GT-R proti rychlovlaku – z Hakui do Chiba (Japonsko)                                                                           | Fiona Bruce • Kate Silverton     | 13. července 2008 | 11. prosince 2009  |
| 96           | 5         | Nissan GT-R                                                                                        | Klasické luxusní limuzíny - Mercedes-Benz 600 vs. Rolls-Royce Corniche • Daihatsu Terios jako liška v honu na lišku                          | Peter Jones • Theo Paphitis      | 20. července 2008 | 18. prosince 2009  |
| 97           | 6         | Gumpert Apollo • Mitsuoka Orochi vs. Mitsuoka Galue III                                            | Zúčtování: Britové (Top Gear) proti Němcům (D Motor)                                                                                         | Jay Kay                          | 27. července 2008 | 13. listopadu 2009 |

### Dvanáctá řada (2008)
| Č. v seriálu | Č. v řadě | Recenzovaná auta                                                                      | Výzva | Host              | Premiéra ve VB     | Premiéra v ČR  |
| ------------ | --------- | ------------------------------------------------------------------------------------- | --- | ----------------- | ------------------ | -------------- |
| 98           | 1         | Porsche 911 GT2 • Lamborghini Gallardo LP560-4                                        | Jak dobrý kamion se dá koupit za 5000 liber? | Michael Parkinson | 2. listopadu 2008  | 8. ledna 2010  |
| 99           | 2         | Fiat 500 Abarth • Dodge Challenger SRT-8 • Chevrolet Corvette C6 ZR1 • Cadillac CTS-V | „Dokumentární“ výlet Top Gearu s muscle cars | Will Young        | 9. listopadu 2008  | 15. ledna 2010 |
| 100          | 3         | Toyota I-Real • Renault Avantime                                                      | Dokáže být Renault Avantime po úpravách rychlý jako Mitsubishi Lancer Evo X? • James May se účastní vesnických závodů ve Finsku s Mikou Häkkinenem • Jeremy Clarkson připravuje koktejl z hovězího masa a cihly v mixéru poháněném motorem V8 z Corvetty | Mark Wahlberg     | 16. listopadu 2008 | 22. ledna 2010 |
| 101          | 4         | Pagani Zonda Roadster F • Bugatti Veyron                                              | Závod ve spotřebě na světelnou show do Blackpoolu | Harry Enfield     | 23. listopadu 2008 | 29. ledna 2010 |
| 102          | 5         | Lexus IS-F • BMW M3 • Ferrari Daytona                                                 | Závod: Ferrari Daytona vs. silný motorový člun: z Porotfina do Saint-Tropez • Hledání nejlepšího autobusu pro Londýn (závod na rallyekrosové trati) | Kevin McCloud     | 30. listopadu 2008 | 5. února 2010  |
| 103          | 6         | Veritas RS III • Caterham R500 Superlight • Ford Fiesta                               | Vyrobili komunisti vůbec někdy nějaké dobré auto? • „Normální“ test Fordu Fiesta | Boris Johnson     | 7. prosince 2008   | 12. února 2010 |
| 104          | 7         | Tesla Roadster • Honda FCX Clarity                                                    | 50 let Britského šampionátu cestovních vozů – vzpomínky a bouračky • Ceny Top Gearu za rok 2008 | Sir Tom Jones     | 14. prosince 2008  | 19. února 2010 |
| 105          | 8         | –                                                                                     | Vietnamský speciál | –                 | 28. prosince 2008  | 26. února 2010 |

### Třináctá řada (2009)
| Č. v seriálu | Č. v řadě | Recenzovaná auta | Výzva | Host               | Premiéra ve VB    | Premiéra v ČR      |
| ------------ | --------- | --- | --- | ------------------ | ----------------- | ------------------ |
| 106          | 1         | Lotus Evora • Ferrari FXX | Závod na sever – Jaguar XK120 vs. Vincent Black Shadow vs. lokomotiva Tornado                                                                                         | Michael Schumacher | 21. června 2009   | 22. října 2010     |
| 107          | 2         | Lamborghini Murciélago LP 670-4 SV                                                                                              | Jaké je ideální auto pro 17letého kluka za 2500 liber? • Sprint: Mercedes-Benz SLR McLaren 722 vs. Lamborghini Murciélago LP 670-4 SV a Bugatti Veyron vs. McLaren F1 | Stephen Fry        | 28. června 2009   | 29. října 2010     |
| 108          | 3         | Mercedes-Benz SL65 AMG Black • Škoda Roomster • Alfa Romeo MiTo • Toyota IQ • Perodua Myvi • Chevrolet Aveo • Proton Satria Neo | James May „blbne“ s Kenem Blockem proti Ricku Carmichaelovi • Existuje levné auto, které zároveň můžete mít rád? Top Gear to neochotně zjišťuje.                      | Michael McIntyre   | 5. července 2009  | 5. listopadu 2010  |
| 109          | 4         | Ford Focus RS vs. Renault Megane R26.R                                                                                          | Závod : Porsche Panamera vs. Královská Pošta • Jeremy Clarkson pod palbou se snaží ujet Britské armádě                                                                | Usain Bolt         | 12. července 2009 | 12. listopadu 2010 |
| 110          | 5         | Jaguar XF-R • BMW M5 | Důkaz, že coupé se zadním náhonem do 1500 liber jsou lepší než ta s předním • Jeremyho nápad, jak s přívěsem plným rostlin zachránit svět.                            | Sienna Miller      | 19. července 2009 | 19. listopadu 2010 |
| 111          | 6         | BMW Z4 • Nissan 370Z | Klasická auta vyrobena před r. 1982 za 3000 liber pro TSD Rally na Malorce                                                                                            | Brian Johnson      | 26. července 2009 | 26. listopadu 2010 |
| 112          | 7         | Vauxhall VXR8 Bathurst • HSV Maloo • Aston Martin V12 Vantage                                                                   | Jeremy Clarkson a James May tvoří televizní reklamu na Volkswagen Scirocco                                                                                            | Jay Leno           | 2. srpna 2009     | 3. prosince 2010   |

### Čtrnáctá řada (2009–2010)
| Č. v seriálu | Č. v řadě | Recenzovaná auta                                                                                                   | Výzva | Host                       | Premiéra ve VB     | Premiéra v ČR     |
| ------------ | --------- | --- | --- | -------------------------- | ------------------ | ----------------- |
| 113          | 1         | BMW 760Li • Mercedes S63 AMG • Lamborghini Gallardo LP560-4 Spyder • Ferrari California • Aston Martin DBS Volante | Cesta do Rumunska S GT-čky, objevit známou Transfăgărăşanskou horskou silnici | Eric Bana                  | 15. listopadu 2009 | 31. července 2011 |
| 114          | 2         | Chevrolet Corvette C6 ZR1 vs. Audi R8 V10                                                                          | Tým staví lepší elektromobil než je G-Wiz | Michael Sheen              | 22. listopadu 2009 | 1. srpna 2011     |
| 115          | 3         | Hawk HF3000 • Lamborghini Gallardo LP550-2 Valentino Balboni                                                       | Jeremy Clarkson a Richard Hammond zjišťují, proč Lancia ve své historii vyrobila tolik skvělých aut • Výroba vzducholodího karavanu - a cesta s ním do kempu v Suffolku                                    | Chris Evans (konferenciér) | 29. listopadu 2009 | 7. srpna 2011     |
| 116          | 4         | BMW X5 M • Audi Q7 V12 • Range Rover modelový rok 2010 • Renault Twingo 133                                        | Které letištní auto je nejrychlejší? • Jeremyho důkladný test Renaultu Twingo 133 v Belfastu | Guy Ritchie                | 6. prosince 2009   | 8. srpna 2011     |
| 117          | 5         | Noble M600 | Tým vytváří svou vlastní výstavu v MIMA galerii aby dokázali, že auta jsou populárnější než tradiční umění.                                                                                                | Jenson Button              | 19. prosince 2009  | 14. srpna 2011    |
| 118          | 6         | – | Bolivijský speciál | –                          | 27. prosince 2009  | vysíláno          |
| 119          | 7         | Lexus LFA • BMW X6 • Vauxhall VXR Insignia                                                                         | Hammondovo vtipné zhodnocení Lexusu LFA • Clarksonova „levná“ celosvětová reportáž o BMW X6 • James May a Margaret Clavert přemítají o revoluci dopravního značení v Británii • Ceny Top Gearu za rok 2009 | Seasick Steve              | 3. ledna 2010      | 15. srpna 2011    |

### Patnáctá řada (2010)
| Č. v seriálu | Č. v řadě | Recenzovaná auta                                   | Výzva | Host | Premiéra ve VB    | Premiéra v ČR |
| ------------ | --------- | -------------------------------------------------- | --- | --- | ----------------- | ------------- |
| 120          | 1         | Bentley Continental Supersports                    | Jeremyho "zkouška" tříkolového Reliantu Robin • James se pokouší vyjet na Islandskou sopku Toyotou Hilux, s kterou už dříve podnikli expedici na severní pól • Richardova rozlučka se starým autem za rozumnou cenu - Chevroletem Lacetti • Nové auto za rozumnou cenu - Kia cee'd | Grilovačka s 8 hosty: Nick Robinson • Al Murray • Peter Jones • Peta Todd • Johnny Vaughan • Bill Bailey • Louie Spence • Amy Williams | 27. června 2010   | 2. září 2011  |
| 121          | 2         | Porsche 911 Sport Classic • Porsche Boxster Spyder | Jeremy, James a Richard dostanou 5000 £ na koupi auta, které je stejně tak dobré rodinné auto, jako auto pro jízdu na okruhu. | Alastair Campbell | 4. července 2010  | 9. září 2011  |
| 122          | 3         | Chevrolet Camaro • Mercedes-Benz E63 AMG           | Všichni se snaží zjistit, které z aut Aston Martin Rapide, Porsche Panamera Turbo a Maserati Quattroporte GT S je to nejlepší čtyřdveřové superauto. | Rupert Grint • Rubens Barrichello | 11. července 2010 | 16. září 2011 |
| 123          | 4         | Audi R8 V10 Spyder • Porsche 911 Turbo Cabriolet   | Pokus moderátorů vyřešit problém s karavany postavením obytných vozů na podvozku Land Roveru 110, Citroenu CX a Lotusu Eclat | Andy García | 18. července 2010 | 23. září 2011 |
| 124          | 5         | Volkswagen Touareg • Bugatti Veyron Super Sport    | Richard závodí ve Švédsku v Dakarském speciálu Volkswagen Touareg proti dvěma mladíkům na sněžných skútrech a zároveň představuje jeho novou generaci • James se pokouší překonat svůj vlastní a zároveň světový rychlostní rekord 407 km/h v novém Bugatti Veyron Super Sport • Jeremy uvádí vzpomínkové video na Ayrtona Sennu a zároveň objevuje, proč byl Ayrton Senna tím nejlepším jezdcem F1 • Lewis Hamilton zkouší starou Formuli 1 týmu McLaren, kterou řídíval Ayrton Senna. | Tom Cruise • Cameron Diaz | 25. července 2010 | 30. září 2011 |
| 125          | 6         | Ferrari 458 Italia                                 | Moderátoři se koupí starých britských roadsterů Jensen Healey, Lotus Elan a TVR S2 za 5000 Liber snaží zjistit, proč šlo celé odvětví výrobců britských sportovních roadsterů k šípku. | Jeff Goldblum | 1. srpna 2010     | 7. října 2011 |

### Speciál z východního pobřeží USA (2010)
| Č. v seriálu | Č. v řadě | Recenzovaná auta | Výzva | Host        | Premiéra ve VB    | Premiéra v ČR  |
| ------------ | --------- | ---------------- | --- | ----------- | ----------------- | -------------- |
| 126          | x         |                  | Jeremy, Richard a James vyrazili na výlet na východní pobřeží Spojených států s Mercedes-Benz SLS AMG , Porsche 911 GT3 RS a Ferrari 458 Italia | Danny Boyle | 21. prosince 2010 | 28. října 2011 |

### Speciál ze Středního východu (2010)
| Č. v seriálu | Č. v řadě | Recenzovaná auta                     | Výzva                                                                                       | Host | Premiéra ve VB    | Premiéra v ČR  |
| ------------ | --------- | ------------------------------------ | ------------------------------------------------------------------------------------------- | ---- | ----------------- | -------------- |
| 127          | x         | Fiat Barchetta • BMW Z3 • Mazda MX-5 | Jeremy, Richard a James se pokusili jet z Iráku do Betléma v kabrioletech jako Tři králové. | –    | 26. prosince 2010 | 13. ledna 2012 |

### Šestnáctá řada (2011)
| Č. v seriálu | Č. v řadě | Recenzovaná auta | Výzva | Host                    | Premiéra ve VB | Premiéra v ČR  |
| ------------ | --------- | --- | --- | ----------------------- | -------------- | -------------- |
| 128          | 1         | Ariel Atom V8 • Škoda Yeti • Porsche 911 Turbo S Cabriolet                                                                                                | Ukázka konceptu Jaguar C-X75, Jeremy dokazuje, proč je Škoda Yeti nejlepší auto na světě, James se projíždí v Ariel Atom V8, Richard závodí v Porsche 911 Turbo S Cabriolet proti Volkswagen Beetle                                        | John Bishop             | 23. ledna 2011 | 20. ledna 2012 |
| 129          | 2         | Ferrari 599 GTO | Zúčtování: Top Gear UK proti Top Gear Australia | Boris Becker            | 30. ledna 2011 | 27. ledna 2012 |
| 130          | 3         | Rolls Royce Ghost • Yugo nahrazující Bentley Mulsanne • Mercedes-Benz S65 AMG • Ford Focus RS500 • Subaru Impreza STI Cosworth CS400 • Volvo C30 Polestar | Výlet s Rolls-Royce Ghost, poněkud neobvyklým Bentley Mulsanne a Mercedes S65 AMG do Albánie díky dopisu od tamního šéfa mafie, Jeremyho ohlédnutí na hot-hatche Subaru Impreza STI Cosworth CS400, Ford Focus RS500 a Volvo C30 Polestar. | Jonathan Ross           | 6. února 2011  | 3. února 2012  |
| 131          | 4         | Pagani Zonda R • Pagani Zonda Tricolore • BMW 325i Cabriolet                                                                                              | Nákup ojetých kabrioletů do 2000 Liber, "shodou okolností" všechna tři jsou BMW 325i a zjišťování, jestli jsou mezi nimi rozdíly. | Simon Pegg • Nick Frost | 13. února 2011 | 10. února 2012 |
| 132          | 5         | Audi RS5 • BMW M3 • CLAAS Dominator | Chlapci v Norsku odklízí sníh pomocí kombajnu | Amber Heardová          | 20. února 2011 | 17. února 2012 |
| 133          | 6         | Jaguar XJ • Porsche 959 • Ferrari F40 | Jeremy závodí v Jaguaru XJ proti něčemu mnohem většímu a silnějšímu • Richard řídí jeho chlapecký sen Porsche 959 a Ferrari F40 • James je v americké NASA, aby vyzkoušel nejnovější vesmírné vozidlo                                      | John Prescott           | 27. února 2011 | 24. února 2012 |

### Sedmnáctá řada (2011)
| Č. v seriálu | Č. v řadě | Recenzovaná auta                                                                     | Výzva | Host             | Premiéra ve VB    | Premiéra v ČR   |
| ------------ | --------- | ------------------------------------------------------------------------------------ | --- | ---------------- | ----------------- | --------------- |
| 134          | 1         | Marauder, BMW 1 Series M Coupe, Mini Countryman John Cooper Works WRC, Jaguar E-type | Jeremy oslavuje 50. výročí Jaguaru E-type tím, že řídí moderní verzi, Richard je v Jižní Africe, aby otestoval ještě více odolnější alternativu než je Hummer, James se setká se zlatou medailistkou Amy Williamsovou, aby s ní závodil v novém Mini Rallye. | Alice Cooper     | 26. června 2011   | 23. března 2012 |
| 135          | 2         | Aston Martin Virage, Citroën DS3 Racing, Fiat 500C Abarth, Renaultsport Clio 200 Cup | Tým odcestuje do Itálie, aby otestoval vysokovýkonné hatchbacky, zatímco se snaží navigovat se v matoucích italských městech a jsou na lovu. Jeremy jede v Citroënu DS3 Racing, Richard ve Fiatu 500C Abarth a James v Renaultsport Clio 200 Cup.            | Ross Noble       | 3. července 2011  | 30. března 2012 |
| 136          | 3         | Range Rover Evoque, McLaren MP4-12C, Ferrari 458                                     | Jeremy a Richard hledají auta z druhé ruky za cenu nejlevnějšího nového auta v Británii, Nissanu Pixo, James May je v Nevadě, aby otestoval nový Range Rover Evoque a Ferrari 458 se utká s McLarenem MP4-12C                                                | Sebastian Vettel | 10. července 2011 | 6. dubna 2012   |
| 137          | 4         | Jaguar XKR-S, Nissan GT-R                                                            | Chlapci použijí karavany pro zlevnění, zrychlení a udělání vlakové dopravy zajímavější tím, že vymění lokomotivu za speciálně upravené auto s vagóny, Jeremy porovná Nissan GT-R s Jaguarem XKR-S                                                            | Rowan Atkinson   | 17. července 2011 | 13. dubna 2012  |
| 138          | 5         | Lotus T125, inovovaný Jensen Interceptor                                             | Trio si vezme armádní stroje na zbouraní jednoho jediného domu s cílem dokončit práci dřív než tým odborníků. Jeremy se sveze v Lotusu F1. | Bob Geldof       | 24. července 2011 | 20. dubna 2012  |
| 139          | 6         | Nissan Leaf, Peugeot iOn, Lamborghini Aventador                                      | V této epizodě se Jeremy Clarkson a James May vydají k moři v elektrických vozech: Nissanu Leaf a Peugeotu iOn.Richard rozpálí nové Lamborghini Aventador na 303 km/h a také stráví den s Rally Teamem, jehož členové jsou bývalí vojáci po amputaci.        | Louis Walsh      | 31. července 2011 | 27. dubna 2012  |

### Indický speciál (2011)
| Č. v seriálu | Č. v řadě | Recenzovaná auta                                           | Výzva                                                                                            | Host | Premiéra ve VB    | Premiéra v ČR |
| ------------ | --------- | ---------------------------------------------------------- | ------------------------------------------------------------------------------------------------ | ---- | ----------------- | ------------- |
| 140          | x         | Rolls-Royce Silver Shadow • Jaguar XJS • Mini Cooper Sport | James, Jeremy a Richard se vydávají do Indie, aby vytvořili reklamní kampaň pro Velkou Británii. | –    | 28. prosince 2011 | 28. září 2012 |

### Osmnáctá řada (2012)
| Č. v seriálu | Č. v řadě | Recenzovaná auta                                                           | Výzva | Host                   | Premiéra ve VB  | Premiéra v ČR      |
| ------------ | --------- | -------------------------------------------------------------------------- | --- | ---------------------- | --------------- | ------------------ |
| 141          | 1         | Lamborghini Aventador • McLaren MP4-12C • Noble M600                       | James, Jeremy a Richard se vydávají do Itálie, aby porovnali tři sporťáky a zjistili, který je lepší volbou než Ferrari 458.                                 | will.i.am              | 29. ledna 2012  | 5. října 2012      |
| 142          | 2         | Mercedes-Benz SLS AMG Roadster • Mercedes-Benz C63 AMG Coupe Black Series  | Jeremy a James jedou do Pekingu prozkoumat stále se rozvíjející čínský automobilový průmysl, Richard jede do Texasu naučit se něco o NASCAR.                 | Matt LeBlanc           | 5. února 2012   | 12. října 2012     |
| 143          | 3         | Vauxhall Corsa VXR Nurburgring • Fiat Panda                                | Jeremy a Richard jsou na natáčení filmu Sweeney aby se ujali natočení napínavé automobilové honičky.                                                         | Ryan Reynolds          | 12. února 2012  | 19. října 2012     |
| 144          | 4         | Ferrari FF • Bentley Continental V8 • Fisker Karma                         | Jeremy, Richard a James směle přijmou výzvu vytvořit vlastní skútry pro tělesně postižené schopné pokořit nástrahy anglického venkova.                       | Michael Fassbender     | 19. února 2012  | 26. října 2012     |
| 145          | 5         | Maserati Gran Turismo MC Stradale • Mercedes C63 Black • Škoda Fabia S2000 | Jeremy a James vzdávají hold svérázné a nedávno zkrachovalé švédské automobilce Saab, Richard pořádá závod mezi raketovým mužem a rallye Škodou Fabia S2000. | Matt Smith             | 26. února 2012  | 2. listopadu 2012  |
| 146          | 6         | Bentley s „Aero“ motorem • BMW M5 F10                                      | Jeremy, Richard a James závodí na okruhu Donington Park ve třech odlehčených modelech závodních aut - KTM X-Bow, Morgan Three Wheeler a Caterham R500.       | Alex James             | 4. března 2012  | 9. listopadu 2012  |
| 147          | 7         | BMW M5                                                                     | Trio se snaží zjistit, jestli je možné závodit v autě levněji, než vyjde hraní golfu. James řídí svůj dětský sen – Ferrari 250 California                    | Slash • Kimi Räikkönen | 11. března 2012 | 16. listopadu 2012 |

### Devatenáctá řada (2013)
| Č. v seriálu | Č. v řadě | Recenzovaná auta                                                                                     | Výzva | Host           | Premiéra ve VB  | Premiéra v ČR      |
| ------------ | --------- | --- | --- | -------------- | --------------- | ------------------ |
| 148          | 1         | Pagani Huayra hypercar • Bentley Continental GT Speed                                                | Jeremy se pokusí postavit ještě menší auto než je známý Peel P50. Poté s ním, ještě před uveřejněním před přísnou porotou, projede Londýnem. | Damian Lewis   | 27. ledna 2013  | 15. října 2013     |
| 149          | 2         | Lexus LFA • SRT Viper • Aston Martin Vanquish                                                        | Tým je ve Spojených státech ve třech supersportech s motorem vpředu. Jedou z Las Vegas do Los Angeles a pak do Palm Springs. Závodí také na mexickou hranici, poražený bude muset v Mexiku testovat vůz Mastretta MXT.                                 | Mick Fleetwood | 3. února 2013   | 29. října 2013     |
| 150          | 3         | Toyota GT86 • Ford Mustang Shelby GT500                                                              | Jeremy otestuje na trati novou Toyotu GT86. Richard a James závodí proti Jeremymu z Wembley na stadion San Siro v Miláně. Jeremy jede s Fordem Mustang Shelby GT500 a Richard s Jamesem jedou vlakem.                                                  | Amy Macdonald  | 10. února 2013  | 12. listopadu 2013 |
| 151          | 4         | Kia cee'd • Mastretta MXT • Ford Focus ST • Renault Megane RenaultSport Cup 265 • Vauxhall Astra VXR | Jeremy projede novou Kia cee'd po silnici, včetně neobvyklé verze rugby, ve které se objeví i James. Richard v mexiku otestuje Mastretta MXT. Trojice ostrých hatchbacků je testována na trati Top Gear. Jezdec F1 vezme na okruh starou Suzuki Liana. | Lewis Hamilton | 17. února 2013  | 19. listopadu 2013 |
| 152          | 5         | Range Rover                                                                                          | Jeremy a Richard navrhují auto pro starší osoby a testují ho za účasti tří seniorů. James testuje nový Range Rover v Londýně a vyzve autonomous military machine.                                                                                      | James McAvoy   | 24. února 2013  | 3. prosince 2013   |
| 153          | 6         | BMW 5-Series Touring • Volvo 850R Wagon • Subaru Impreza WRX Hatchback                               | Africký speciál – 1. část | –              | 3. března 2013  | 17. prosince 2013  |
| 154          | 7         | BMW 5-Series Touring • Volvo 850R Wagon • Subaru Impreza WRX Hatchback                               | Africký speciál – 2. část | –              | 10. března 2013 | 24. prosince 2013  |

### Dvacátá řada (2013)
| Č. v seriálu | Č. v řadě | Recenzovaná auta                                                                 | Výzva | Host | Premiéra ve VB    | Premiéra v ČR   |
| ------------ | --------- | -------------------------------------------------------------------------------- | --- | --- | ----------------- | --------------- |
| 155          | 1         | Renaultsport Clio 200 • Peugeot 208 GTi • Ford Fiesta ST • Toyota Corolla (E160) | Jeremy s Jamesem se vydají na Nový Zéland, aby uskutečnili závod mezi America's Cup jachtou a Toyotou Corolla. Richard na dráze vyzkouší tři hothatche. Top gear team uspořádá piknik na závodní dráze pro uvedení nového auta za rozumnou cenu.         | Charles Dance • Warwick Davis • Rachel Riley • Joss Stone • David Haye • Jimmy Carr • Mike Rutherford • Brian Johnson | 30. června 2013   | 4. března 2014  |
| 156          | 2         | Ferrari F12Berlinetta • BAC Mono                                                 | Jeremy se rozhodne otestovat nové Ferrari F12 Berlinetta ve Skotsku. Richard vyzývá fanoušky motorsportu k nalezení nejlepšího taxi na světě. James vzdává hold zavřenému televiznímu centru BBC White City v londýně skrz motocykl a pár parkour běžců. | Ron Howard | 7. července 2013  | 25. března 2014 |
| 157          | 3         | McLaren MP4-12C Spider • Audi R8 V10 Spyder • Ferrari 458 Spider                 | Velká trojka se vydá na cestu Španělskem, každý v jiném autě. Jeremy řídí McLaren MP4-12C Spider, James si vzal do parády Audi R8 V10 Spyder a Richard zkrotí Ferrari 458 Spider.                                                                        | Benedict Cumberbatch                                                                                                  | 14. července 2013 | 15. dubna 2014  |
| 158          | 4         | Mercedes SLS AMG Black Series • Mercedes SLS AMG Electric Drive                  | Tým Topgearu se rozhodne přestavět Ford Transit na vznášedlo, které by pomohlo oblastem zasažených povodněmi v Británii. | Hugh Jackman | 21. července 2013 | 6. května 2014  |
| 159          | 5         | Lamborghini Aventador Roadster • Lamborghini Sesto Elemento                      | Jeremy s Jamesem vyzkouší, jak jsou SUVčka vhodná k tažení karavanů. Richard v Itálii projede dvě nové Lamborghini. Na trati se předvede modernizovaná verze Porsche 911 s Jamesem za volantem.                                                          | Steven Tyler | 28. července 2013 | 13. května 2014 |
| 160          | 6         | Jaguar F-Type • Range Rover Sport                                                | James se rozhodne vyzkoušet nový autobus pro Londýn. Richard řídí nový Range Rover sport. Reportáž o nemalém přínosu Anglie do světa motorových vozidel.                                                                                                 | Mark Webber | 4. srpna 2013     | 20. května 2014 |

### Dvacátá první řada (2014)
| Č. v seriálu | Č. v řadě | Recenzovaná auta                                                                           | Výzva | Host            | Premiéra ve VB  | Premiéra v ČR      |
| ------------ | --------- | ------------------------------------------------------------------------------------------ | --- | --------------- | --------------- | ------------------ |
| 161          | 1         | Volkswagen Golf Mk2 GTI • Vauxhall Nova SRi • Ford Fiesta XR2i                             | Tým se pokouší dokázat, že staré ostré hatchbacky byly lepší, než jejich moderní ekvivalenty. | Hugh Bonneville | 2. února 2014   | 7. října 2014      |
| 162          | 2         | Alfa Romeo 4C • McLaren P1• Gibbs Quadski                                                  | Richard Hammond na břehu jezera Como zkouší novou Alfou Romeo, Clarkson je v nóbl prostředí Brugg kde zkouší nový druh hybridního hyperauta, zatímco James May navštíví Camp Bastion v Afghánistánu.                | Tom Hiddleston  | 9. února 2014   | 14. října 2014     |
| 163          | 3         | Zenvo ST1 • Volkswagen Up! • Ford Fiesta • Dacia Sandero                                   | Jeremy Clarkson, Richard Hammond a James May jedou prokázat svou lásku ke kompaktním „nákupním taškám“ s malým obsahem výletem na Ukrajinu. Jeremy testuje dánskou novinku Zenvo ST1 s výkonem 1086 koňských sil.   | James Blunt     | 16. února 2014  | 28. října 2014     |
| 164          | 4         | Mercedes Benz G63 AMG 6x6 • Caterham 160 • Caterham 620R• Alfa Romeo Touring Disco Volante | Jeremy Clarkson řídí neuvěřitelně vzácný kus od Alfy Romeo pod názvem Touring Disco Volante. James May testuje nový Caterham 620R a Hamond řídí velkou šestikolovou verzi Mercedesu třídy G.                        | Jack Whitehall  | 23. února 2014  | 11. listopadu 2014 |
| 165          | 5         | Porsche 918 • BMW M135i • VW Golf GTi Mk7 • Mercedes-Benz A45 AMG                          | Na začátku Clarkson testuje nove hot-hatche Golf GTI a BMW M135i. Následně společně s Jamesem natáčí reklamu na omezení nehod s cyklisty. Nakonec se Hammond projede v šíleně rychlém Porsche 918 za 21 mil. korun. | Aaron Paul      | 2. března 2014  | 18. listopadu 2014 |
| 166          | 6         | Isuzu TX • Isuzu TX • Hino FB110                                                           | Barmský speciál: Stavba mostu přes řeku Kwai – 1. část Trojice moderátorů má za úkol koupit ojetá nákladní auta, projet celou Barmou a postavit most přes řeku Kwai.                                                | –               | 9. března 2014  | 2. prosince 2014   |
| 167          | 7         | Isuzu TX • Isuzu TX • Hino FB110                                                           | Barmský speciál: Stavba mostu přes řeku Kwai – 2. část | –               | 16. března 2014 | 16. prosince 2014  |

### Dvacátá druhá řada (2015)
| Č. v seriálu | Č. v řadě | Recenzovaná auta                                             | Výzva | Host                          | Premiéra ve VB    | Premiéra v ČR      |
| ------------ | --------- | ------------------------------------------------------------ | --- | ----------------------------- | ----------------- | ------------------ |
| 168          | _         | –                                                            | Patagonský speciál 1/2: Tým jede z Bariloche v Argentině do Ushuaiai v Ohňové zemi (Porsche 928 GT • Lotus Esprit V8 • Ford Mustang Mach 1) | –                             | 27. prosince 2014 | 1. prosince 2015   |
| 169          | _         | –                                                            | Patagonský speciál 2/2: Tým jede z Bariloche v Argentině do Ushuaiai v Ohňové zemi (Porsche 928 GT • Lotus Esprit V8 • Ford Mustang Mach 1) | –                             | 28. prosince 2014 | 8. prosince 2015   |
| 170          | 1         | Lamborghini Huracán • Renault Twizy                          | Městský závod v Petrohradě - kolo proti vznášedlu a hromadné dopravě | Ed Sheeran                    | 25. ledna 2015    | 6. října 2015      |
| 171          | 2         | –                                                            | Výlet v australském Severním teritoriu v autech GT (BMW M6 Gran Coupe • Nissan GT-R • Bentley Continental GT V8S) | Kiefer Sutherland             | 1. února 2015     | 13. října 2015     |
| 172          | 3         | –                                                            | Tým se snaží udělat lepší sanitky (Porsche 944 Turbo • Ford Scorpio Cardinal • Chevy G20 V8 Van) | Daniel Ricciardo              | 8. února 2015     | 20. října 2015     |
| 173          | 4         | BMW M3 • BMW i8 • Mercedes-AMG GT S                          | Hammond vytváří poctu Land Roveru Defenderu | Margot Robbieová • Will Smith | 15. února 2015    | 27. října 2015     |
| 174          | 5         | Porsche Cayman GTS • Chevrolet Corvette Stingray • LaFerrari | James s Jeremym se podívají na zoubek zvláštní a úžasné historii automobilky Peugeot | Olly Murs                     | 22. února 2015    | 3. listopadu 2015  |
| 175          | 6         | Lexus RCF • Lexus LFA                                        | Richard je vysazen v Britské Kolumbii, aby otestoval hodinky vysílající nouzový signál (Chevrolet Silverado • Ford F-150 Hennessey VelociRaptor) | Gillian Andersonová           | 1. března 2015    | 10. listopadu 2015 |
| 176          | 7         | Jaguar F-Type R • Eagle Low Drag GT • Mazda MX-5 ND          | James závodí ve světovém rallycrossovém závodě po boku Tannera Fousta | Nicholas Hoult • Tanner Foust | 8. března 2015    | 17. listopadu 2015 |
| 177          | 8         | –                                                            | Tým se snaží najít levné auto, které se jednou stane "klasikou" (Fiat 124 Spider • Peugeot 304 S Cabriolet • MGB GT) • Tým zjišťuje, jestli se dá koupit životní styl SUV za méně než 250 liber (Vauxhall Frontera Sport RS • Mitsubishi Shogun Pinin • Jeep Cherokee) | –                             | 28. června 2015   | 24. listopadu 2015 |

### Dvacátá třetí řada (2016)
| Č. v seriálu | Č. v řadě | Recenzovaná auta                                                                  | Výzva | Host | Premiéra v VB     | Premiéra v ČR  |
| ------------ | --------- | --------------------------------------------------------------------------------- | ----- | --- | ----------------- | -------------- |
| 178          | 1         | Ariel Nomad • Chevrolet Corvette Z06 • Dodge Viper ACR                            | –     | Jesse Eisenberg • Gordon Ramsay • Alistair Brownlee • Jonathan Brownlee                                             | 29. května 2016   | 30. srpna 2016 |
| 179          | 2         | McLaren 675LT                                                                     | –     | Jenson Button • Damian Lewis • Seasick Steve • Tinie Tempah • Sharleen Spiteri                                      | 5. června 2016    | 6. září 2016   |
| 180          | 3         | Audi R8 • Ferrari F12 TDF • Ford Focus RS • Honda Civic Type R • Mercedes AMG A45 | –     | Ken Block • Anthony Joshua • Kevin Hart                                                                             | 12. června 2016   | 13. září 2016  |
| 181          | 4         | Tesla Model X • Aston Martin Vulcan                                               | –     | Darren Turner • Tom Kerridge • Tom Kitchin • Ollie Dabbous • Oliver Peyton • India Fisher • Bear Grylls • Brian Cox | 19. června 2016   | 20. září 2016  |
| 182          | 5         | BMW M2 • Zenos E10 S • Rolls Royce Dawn • Jaguar F-Type SVR                       | –     | Jennifer Saunders • Paul Hollywood • Norman Dewis                                                                   | 26. června 2016   | 27. září 2016  |
| 183          | 6         | Ford Mustang GT • Ford Mustang EcoBoost • Honda NSX • Porsche 911 R               | –     | Patrick Dempsey • Greg Davies                                                                                       | 30. července 2016 | 4. října 2016  |

### Dvacátá čtvrtá řada (2017)
| Č. v seriálu | Č. v řadě | Recenzovaná auta                                                        | Výzva | Host          | Premiéra v VB   | Premiéra v ČR  |
| ------------ | --------- | ----------------------------------------------------------------------- | ----- | ------------- | --------------- | -------------- |
| 184          | 1         | Ferrari FXX-K                                                           | –     | James McAvoy  | 5. března 2017  | 12. září 2017  |
| 185          | 2         | Alfa Romeo Giulia Quadrifoglio                                          | –     | David Tennant | 12. března 2017 | 19. září 2017  |
| 186          | 3         | Aston Martin DB11 • Volkswagen Golf GTI Clubsport S • Abarth 124 Spider | –     | Tamsin Greig  | 19. března 2017 | 26. září 2017  |
| 187          | 4         | Bugatti Chiron • Renault Twingo GT                                      | –     | Tinie Tempah  | 26. března 2017 | 3. října 2017  |
| 188          | 5         | Ford GT                                                                 | –     | Chris Hoy     | 2. dubna 2017   | 10. října 2017 |
| 189          | 6         | Mercedes-AMG GT R                                                       | –     | Ross Noble    | 16. dubna 2017  | 17. října 2017 |
| 190          | 7         | Porsche 718 Cayman S • Avtoros Shaman                                   | –     | Jay Kay       | 23. dubna 2017  | 24. října 2017 |

### Dvacátá pátá řada (2018)
| Č. v seriálu | Č. v řadě | Recenzovaná auta                                         | Výzva | Host                     | Premiéra v VB   | Premiéra v ČR |
| ------------ | --------- | -------------------------------------------------------- | ----- | ------------------------ | --------------- | ------------- |
| 191          | 1         | –                                                        | –     | Rob Brydon • Ken Block   | 25. února 2018  | 4. září 2018  |
| 192          | 2         | McLaren 720S                                             | –     | Lee Mack                 | 4. března 2018  | 11. září 2018 |
| 193          | 3         | Lexus LC500 • Honda Civic Type R                         | –     | –                        | 11. března 2018 | 18. září 2018 |
| 194          | 4         | Dodge Challenger Demon • Kia Stinger GT-S • Hyundai i30N | –     | Dara Ó Briain • Ed Byrne | 18. března 2018 | 25. září 2018 |
| 195          | 5         | Ferrari 812 Superfast • Chevrolet Camaro ZL1 1LE         | –     | Vicky McClure            | 25. března 2018 | 2. října 2018 |
| 196          | 6         | Alpine A110                                              | –     | Jason Manford            | 1. dubna 2018   | 9. října 2018 |

### Dvacátá šestá řada (2019)
| Č. v seriálu | Č. v řadě | Recenzovaná auta                                                   | Výzva | Host            | Premiéra v VB   | Premiéra v ČR   |
| ------------ | --------- | ------------------------------------------------------------------ | ----- | --------------- | --------------- | --------------- |
| 197          | 1         | Suzuki Ignis                                                       | –     | James Marsden   | 17. února 2019  | 18. května 2020 |
| 198          | 2         | BMW M5 • Mercedes-Benz E63 AMG S                                   | –     | Professor Green | 24. února 2019  | 19. května 2020 |
| 199          | 3         | Bentley Continental GT • Mégane Renault Sport • Porsche 911 GT2 RS | –     | Gregory Porter  | 3. března 2019  | 20. května 2020 |
| 200          | 4         | –                                                                  | –     | Matt Baker      | 10. března 2019 | 21. května 2020 |
| 201          | 5         | Aston Martin V8 Vantage • Rolls-Royce Phantom • Ford Fiesta ST     | –     | Stephen Mangan  | 17. března 2019 | 22. května 2020 |

### Dvacátá sedmá řada (2019)
| Č. v seriálu | Č. v řadě | Recenzovaná auta                  | Výzva | Host                                                       | Premiéra v VB     | Premiéra v ČR   |
| ------------ | --------- | --------------------------------- | ----- | ---------------------------------------------------------- | ----------------- | --------------- |
| 202          | 1         | Ferrari 488 Pista • McLaren 600LT | –     | –                                                          | 16. června 2019   | 16. února 2022  |
| 203          | 2         | Tesla Model 3                     | –     | Danny Boyle • Himesh Patel                                 | 23. června 2019   | 23. února 2022  |
| 204          | 3         | Dallara Stradale                  | –     | Damon Hill • Zara Tindall • Mike Tindall                   | 30. června 2019   | 2. března 2022  |
| 205          | 4         | Rolls-Royce Cullinan              | –     | Bob Mortimer                                               | 7. července 2019  | 9. března 2022  |
| 206          | 5         | Toyota Supra                      | –     | Will Young • Peter Wright • Mario Andretti • Clive Chapman | 14. července 2019 | 16. března 2022 |

### Dvacátá osmá řada (2019–2020)
| Č. v seriálu | Č. v řadě | Recenzovaná auta                                                                  | Výzva            | Host                                                    | Premiéra v VB     | Premiéra v ČR     |
| ------------ | --------- | --------------------------------------------------------------------------------- | ---------------- | ------------------------------------------------------- | ----------------- | ----------------- |
| 207          | 1         | –                                                                                 | Nepálský speciál | –                                                       | 29. prosince 2019 | 14. července 2025 |
| 208          | 2         | Ariel Atom 4                                                                      | –                | –                                                       | 26. ledna 2020    | 11. srpna 2025    |
| 209          | 3         | McLaren Speedtail                                                                 | –                | Romesh Ranganathan                                      | 2. února 2020     | 12. srpna 2025    |
| 210          | 4         | Porsche Taycan                                                                    | –                | –                                                       | 9. února 2020     | 13. srpna 2025    |
| 211          | 5         | Renault Mégane RS Trophy R • Porsche 718 Cayman GT4 • Lamborghini Gallardo Spyder | –                | Emilia Fox • Laurence Fox                               | 16. února 2020    | 14. srpna 2025    |
| 212          | 6         | Volkswagen I.D. R                                                                 | –                | KSI • Damon Hill                                        | 23. února 2020    | 18. srpna 2025    |
| 213          | 7         | BMW M8                                                                            | –                | Tom Allen • Jimmy McRae • David Richards • Carlos Sainz | 1. března 2020    | 19. srpna 2025    |

### Dvacátá devátá řada (2020)
| Č. v seriálu | Č. v řadě | Recenzovaná auta                           | Výzva         | Premiéra v VB     | Premiéra v ČR  |
| ------------ | --------- | ------------------------------------------ | ------------- | ----------------- | -------------- |
| 214          | 1         | Ferrari SF90 Stradale                      | bude oznámeno | 4. října 2020     | 20. srpna 2025 |
| 215          | 2         | –                                          | bude oznámeno | 11. října 2020    | 21. srpna 2025 |
| 216          | 3         | Lamborghini Urus • Audi RS6                | bude oznámeno | 18. října 2020    | 25. srpna 2025 |
| 217          | 4         | –                                          | bude oznámeno | 25. října 2020    | 26. srpna 2025 |
| 218          | 5         | Mini Electric • Vauxhall Corsa-e • Honda e | bude oznámeno | 1. listopadu 2020 | 27. srpna 2025 |

### Třicátá řada (2021)
| Č. v seriálu | Č. v řadě | Recenzovaná auta                | Výzva         | Premiéra v VB   | Premiéra v ČR |
| ------------ | --------- | ------------------------------- | ------------- | --------------- | ------------- |
| 219          | 1         | Lamborghini Sián FKP 37         | bude oznámeno | 14. března 2021 | bude oznámeno |
| 220          | 2         | Ferrari Roma • Alfaholics GTA-R | bude oznámeno | 21. března 2021 | bude oznámeno |
| 221          | 3         | –                               | bude oznámeno | 28. března 2021 | bude oznámeno |
| 222          | 4         | Toyota GR Yaris                 | bude oznámeno | 4. dubna 2021   | bude oznámeno |

### Třicátá první řada (2021)
| Č. v seriálu | Č. v řadě | Recenzovaná auta        | Výzva           | Premiéra v VB      | Premiéra v ČR |
| ------------ | --------- | ----------------------- | --------------- | ------------------ | ------------- |
| 223          | 1         | –                       | bude oznámeno   | 14. listopadu 2021 | bude oznámeno |
| 224          | 2         | Lamborghini Huracán STO | bude oznámeno   | 21. listopadu 2021 | bude oznámeno |
| 225          | 3         | Chevrolet Corvette      | bude oznámeno   | 28. listopadu 2021 | bude oznámeno |
| 226          | 4         | Aston Martin Victor     | bude oznámeno   | 5. prosince 2021   | bude oznámeno |
| 227          | 5         | –                       | bude oznámeno   | 12. prosince 2021  | bude oznámeno |
| 228          | 6         | –                       | Vánoční speciál | 24. prosince 2021  | bude oznámeno |

### Třicátá druhá řada (2022)
| Č. v seriálu | Č. v řadě | Recenzovaná auta           | Výzva         | Premiéra v VB    | Premiéra v ČR |
| ------------ | --------- | -------------------------- | ------------- | ---------------- | ------------- |
| 229          | 1         | –                          | bude oznámeno | 5. června 2022   | bude oznámeno |
| 230          | 2         | –                          | bude oznámeno | 12. června 2022  | bude oznámeno |
| 231          | 3         | Lotus Emira                | bude oznámeno | 19. června 2022  | bude oznámeno |
| 232          | 4         | Maserati MC20 • Rivian R1T | bude oznámeno | 26. června 2022  | bude oznámeno |
| 233          | 5         | Ford Puma Rally1           | bude oznámeno | 3. července 2022 | bude oznámeno |

### Třicátá třetí řada (2022)
| Č. v seriálu | Č. v řadě | Recenzovaná auta                     | Výzva         | Premiéra v VB      | Premiéra v ČR |
| ------------ | --------- | ------------------------------------ | ------------- | ------------------ | ------------- |
| 234          | 1         | Rimac Nevera                         | bude oznámeno | 30. října 2022     | bude oznámeno |
| 235          | 2         | –                                    | bude oznámeno | 6. listopadu 2022  | bude oznámeno |
| 236          | 3         | Mercedes-AMG ONE • Range Rover       | bude oznámeno | 13. listopadu 2022 | bude oznámeno |
| 237          | 4         | Honda Civic Type-R • Peugeot 205 GTI | bude oznámeno | 20. listopadu 2022 | bude oznámeno |
| 238          | 5         | Ferrari Daytona SP3                  | bude oznámeno | 18. prosince 2022  | bude oznámeno |